# Paratesma modiolus
Paratesma modiolus is een vlinder uit de familie van de spinneruilen (Erebidae). De wetenschappelijke naam van deze soort werd voor het eerst voorgesteld als Eilema modiolus door Sergius Kiriakoff in een publicatie uit 1958.
Deze soort komt voor in Congo-Kinshasa, Oeganda en Kenia.